# 孔雀增一
孔雀增一，即HD 172555，又名CP-64 3948，SAO 254358、HR 7012，是一颗位於鳳凰座的恒星，视星等为4.79，位于銀經330.57，銀緯-23.76，其B1900.0坐标为赤經18h 35m 37.9s，赤緯-64° -23.76′ 54″。它的光譜類型是 A5V，距離地球約95光年。光譜證據顯示它在最近曾經發生兩顆體積相當於行星的天體相撞，且體積至少相當於月球的較小者被摧毀，而體積至少與水星相當的較大者也受到明顯影響。行星相撞證據已經被 NASA 的史匹哲太空望遠鏡觀測到。

## 超高速巨大撞擊殘骸
1980年代紅外線天文衛星首次發現孔雀增一在中紅外線波段光度不尋常地高。之後 Schütz 等人於2004年以地面望遠鏡觀測的結果和 Chen 等人同樣於2004年以史匹哲太空望遠鏡觀測的結果都確認在孔雀增一確實輻射比一般恆星表面更大量的紅外線輻射。孔雀增一和老人增四同是繪架座β移動星群的成員星，並且兩者都是該星群內同時期較著名的成員，兩者年齡都大約1200萬年，且都是高溫的白色恆星，質量也大約是太陽的2倍，光度則大約是太陽的9.5倍。和最近的行星形成理論和老人增四的系統比較之下，孔雀增一的系統可能是在以岩石為主的類地行星形成的早期階段。不過孔雀增一的系統特殊的是偵測到不尋常地大量矽氧化物，即無定形的二氧化矽和一氧化矽氣體，而非岩石中常見的矽酸鹽礦物，例如在地球上可見的橄欖石和輝石。
2009年美國約翰·霍普金斯大學應用物理實驗室的卡里·里斯（Carey Lisse）使用史匹哲太空望遠鏡的紅外線資料對星周盤物質進行了分析，同時使用深度撞击号和星尘号彗星探測任務的資料。原子和礦物成分的分析、塵埃溫度和重量顯示有一群類似再次凍結的熔岩（黑曜岩）和新鮮的凍結岩漿（玻璃隕石），以及大量的蒸發岩（一氧化矽）、碎石（大顆粒的暗色塵埃）等大量的（相當於月球質量）溫暖物質（約340 K）分布在距離孔雀增一5.8+/-0.6天文單位的範圍（位於類地行星適合形成區域邊緣，相當於太陽系的小行星帶內部邊緣）。這些物質可能是因為兩個巨型天體以超高速撞擊形成。如果兩者相對速度小於10 km/s，將不會使尋常的橄欖石和輝時轉換成二氧化矽和一氧化矽氣體。這樣的撞擊速度將完全摧毀撞擊物，並使被撞擊物的整個表面熔化。
大量的無定形二氧化矽和一氧化矽氣體被偵測到有以下的意義：
- 超高速巨大撞擊在年輕的太陽系或行星系中會發生，太陽系中有多個撞擊事件就是很好的例子（Hartmann & Vail 1986）：水星表面的大量撞擊坑、金星的逆向自轉、地球的月球、火星的南北半球撞擊坑數量差異、灶神星的火成岩由來（Drake 2001）、天王星的自轉軸位於黃道面附近，以及在各地找到的廣泛撞擊熔融地質證據，例如地球上的玻璃隕石和月球土壤中的玻璃珠（Warren 2008）。
- 岩石質原行星甚至行星在形成後約存在於孔雀增一旁1200萬年。
- 如果這個撞擊在之前數千年內發生，在孔雀增一的系統內就可能會有一個液態岩漿表面的原行星。這並不讓人意外，一個地球重力結合能的簡易計算顯示結合能釋放的能量相當於將地球表面熔化能量的10倍。

## 延伸閱讀
- Lisse, C. M.; Chen, C. H.; Wyatt, M. C.; Morlok, A.;  Song, I.; Bryden, G.; Sheehan, P. . Astrophysical Journal. June 16, 2009, 701 (2): 984–997. Bibcode:2009ApJ...701.2019L. arXiv:0906.2536 . doi:10.1088/0004-637X/701/2/2019.
- Chen, C. H.; Sargent, B.A; Bohac, C.; Kim, K.H.; Leibensperger, E.; Jura, M.; Najita, J.; Forrest, W.J.; Watson, D.M.; Sloan. G.C.; Keller, L.D. . Astrophysical Journal. May 11, 2006, 166 (1): 351. Bibcode:2006ApJS..166..351C. arXiv:astro-ph/0605277 . doi:10.1086/505751.
- Schütz, O.; Meeus, G.; Sterzik, M.F. . Astronomy & Astrophysics. 2004-09-10, 431: 175. Bibcode:2005A&A...431..175S. doi:10.1051/0004-6361:20041490.
- Hartmann, W.K.; Vail, S. M. . W. K. Hartmann, R. J. Phillips, & G. J. Taylor  (编). . Houston, TX: Lunar and Planetary Institute: 551. 1986.

## 外部連結
- When worlds collide（页面存档备份，存于）. Phil Plait, Discover website, Blogs / Bad Astronomy. August 10, 2009. NASA animation of what the collision may have looked like. Retrieved 2009-08-11